# Yo Uematsu
Yo Uematsu (født 12. september 1991) er en japansk fodboldspiller, som spiller for den japanske fodboldklub Gainare Tottori.